# The Last of the Red Hat Mamas
The Last of the Red Hat Mamas, llamado Las últimas mamás sombrero rojo en España y Los dulces tomates rojos en Hispanoamérica, es el séptimo episodio de la decimoséptima temporada de la serie animada Los Simpson. El episodio fue originalmente emitido el 27 de noviembre de 2005 en Estados Unidos, sin embargo por tratar el tema de la Pascua, no fue estrenado en el Reino Unido hasta el 16 de abril de 2006 (Pascua 2006). Y en Hispanoamérica se estrenó el 27 de agosto de 2006. El episodio fue escrito por Joel H. Cohen y dirigido por Matthew Nastuk. En este episodio, Marge es invitada a formar parte de un grupo de mujeres, pero para ingresar, debe realizar una misión de alto riesgo.

## Sinopsis
Los niños Simpson participan en la celebración anual de Pascua en la mansión del Alcalde Quimby. Cuando Maggie no logra conseguir ningún huevo de Pascua, Homer decide tomar los huevos de los demás niños. Maggie se alegra, pero el árbitro de la competencia la descalifica al instante y Homer comienza a pelear con él. Mientras tanto, Marge recorre la mansión, guiada por la esposa del alcalde, cuando Homer y el árbitro irrumpen en la oficina peleando. Marge se muestra avergonzada de las actitudes infantiles de Homer, y sus amigas deciden "expulsarla" de su grupo. 
En la casa, Marge le dice a Homer como se siente, tras lo cual él se da a la tarea de buscar nuevas amigas para su esposa. Va al supermercado a buscar una, pero se comporta como un acosador.
Mientras tanto, Marge encuentra amigas por sí misma: un grupo de mujeres que se hace llamar "los alegres tomates rojos". Rápidamente impresiona a la líder del grupo, Tammy, y, después de participar en varias reuniones, la invitan a ser miembro oficial del grupo.
Sin embargo, cuando llega el momento de la iniciación, Tammy le pide a Marge que colabore en un robo a la mansión del Sr. Burns por un millón de dólares en huevos Fabergé. Le explican que el grupo recauda fondos para fundaciones de caridad, y que Burns había prometido hacer una gran donación a un hospital; sin embargo, en una conferencia de prensa, el egoísta millonario había anunciado que conservaría el dinero para obtener diez minutos más de vida. Marge les dice a sus amigas que no podría formar parte del robo, sin importar lo malvado que fuese Burns, pero cuando le dicen que su membresía dependía del atraco decide dejar de lado su moral y ser cómplice. 
En la casa, Homer descubre los planes de Marge. Mientras trata de llegar a la mansión para detenerla, su pésima manera de conducir atrae la atención de la policía, quien lo sigue. Mientras tanto, Marge logra entrar en los jardines de Burns mediante un conducto de aire y destraba una puerta; desde allí, las mujeres abren la caja fuerte y comienzan a vaciarla de los huevos Fabergé.
Cuando las mujeres están por irse, aparecen el jefe Wiggum y Burns listos para arrestarlas. Homer llega para detener a Marge de que hiciese algo de lo cual se arrepentiría, pero descubre que es uno de los principales sospechosos del robo. Sin embargo, una vez que se explica todo, Marge se da cuenta de que no necesita al grupo para tener amigas; después de todo, todavía tenía un amigo muy especial: Homer. Pese a esto, le entrega al grupo el huevo Fabergé que había conseguido llevarse.
Mientras tanto, Lisa busca oportunidades para el verano y decide viajar a Italia. Trata de convencer al director Skinner de que habla perfecto italiano, pero el director no lo cree. En lugar de evaluarla, decide tomarle la prueba después. Lisa obtiene así el tiempo suficiente para contratar a un tutor, quien resulta ser Milhouse; había aprendido el idioma obligado por su abuela en la Toscana. Milhouse es muy buen profesor, y poco después, Lisa logra hablar italiano a la perfección y traba amistad con Milhouse. Sin embargo, cuando parece que Lisa comienza a corresponder románticamente a Milhouse, ella lo atrapa con una niña llamada Angelica y lo golpea al igual que lo hacía su abuela.